# Agapanthiola leucaspis
Agapanthiola leucaspis jе врста инсекта из реда тврдокрилаца (Coleoptera) и породице стрижибуба (Cerambycidae). Сврстана је у потпородицу Lamiinae.

## Распрострањеност
Врста је забележена на подручју Словачке, Мађарске, Балканског полуострва, Русије, Кавказа и Мале Азије. На подручју Србије се ретко среће.

## Опис
Тело је уско, издужено са љубичастомодрим или зеленомодрим металним сјајем, на горњој страни тела као да је голо. Антене су црне, а скутелум је беле боје што је добар карактер за разликовање ове врсте од других сличних. Врхови елитрона су шпицасти. Дужина тела од 6 до 13 mm.

## Биологија
Животни циклус траје годину дана. Одрасле јединке се срећу од маја до јула. Као домаћини јављају се различите биљне врсте, али адулти се често виђају на чкаљевима (Carduus spp.).

## Синоними
- Saperda leucaspis Steven, 1817
- Agapanthia leucaspis (Steven, 1817)
- Saperda cyanella Dalman, 1817
- Agapanthia euterpe Ganglbauer, 1900